# Sportlàgueria Elektron
Sportlàgueria Elektron - Спортлагеря «Электрон» (rus) és un possiólok del krai de Krasnodar, a Rússia. Es troba als vessants meridionals de l'extrem oest del Caucas occidental, a la vora nord-oriental de la mar Negra. És a 15 km al nord-oest de Tuapsé i a 94 km al sud de Krasnodar.
Pertany al possiólok de Novomikhàilovski.